# Slobodan Jakovljević
Slobodan Jakovljević (serb. cyr. Слободан Јаковљевић, ur. 26 maja 1989 w Prisztinie) – serbski piłkarz, występujący na pozycji środkowego obrońcy w bośniackim klubie Zrinjski Mostar.

## Sukcesy

### Klubowe
Zrinjski Mostar
- Mistrzostwo Bośni i Hercegowiny (2): 2016/2017, 2017/2018

Radnik Bijeljina
- Zdobywca Pucharu Bośni i Hercegowiny (1): 2015/2016

## Życie prywatne
Ma brata bliźniaka, Ivana, który również jest piłkarzem.